# Paddy Johnston
C. W. ("Paddy") Johnston was een Iers motorcoureur die succesvol was in de jaren twintig en -dertig van de 20e eeuw. 
Paddy Johnston was een vriend van Stanley Woods en samen bezochten ze als toeschouwer de TT van Man van 1921. Ze startten allebei in de Lightweight TT van 1922. Ze haalden de finish niet, maar Handley reed met een OK Supreme de snelste ronde, de eerste ronde boven 50 mph in deze klasse.
Het eerste succes voor Johnston kwam tijdens de Belgische Grand Prix van 1924, toen hij voor Praillet & Antoine de 350cc-klasse won. 
Het volgende succes was de TT van 1925 waarin hij tweede werd in de Lightweight TT en - achter Wal Handley - ook in de Ultra-Lightweight TT. Hij reed toen al jaren voor Cotton, waar hij ook een fabriekscontract kreeg. Hij won de Lightweight TT van 1926, aanvankelijk voor Pietro Ghersi, die later gediskwalificeerd zou worden.
Paddy Johnston bleek van vele markten thuis. Hij won ook de Scottish Six Days Trial en in 1927 werd hij ingeschreven voor de Grand National. Teambaas Bill Cotton stak daar een stokje voor: "Je wordt betaald om je nek te breken met motorfietsen, niet met paarden". 
Daarna bleven topresultaten enkele jaren uit, tot hij in de Lightweight TT van 1930 tweede werd met een OK Supreme. Dat was zijn laatste goede resultaat. In de komende jaren zou hij vooral door pech achtervolgd uitvallen. Na de Tweede Wereldoorlog kwam hij nog sporadisch aan de start voor verschillende merken, zoals CTS en Norton. Zijn laatste TT, in 1951, startte hij met een Sun met Villiers-tweetaktmotor. Hij verklaarde later dat hij had gebeden dat zijn machine stuk zou gaan want "ik was lopend sneller geweest dan dit waardeloze prul".

## Isle of Man TT resultaten
| Jaar | Klasse               | Team   | Motorfiets        | Plaats |                                          | Winnaar |
| ---- | -------------------- | ------ | ----------------- | ------ | ---------------------------------------- | ------- |
| 1922 | Lightweight TT       | Privé  | New Imperial      | DNF    | Geoff Davison, Levis                     |         |
| 1923 | Lightweight TT       | Privé  | Cotton-Blackburne | DNF    | Jock Porter, New Gerrard-Blackburne      |         |
| 1924 | Ultra-Lightweight TT | Cotton | Cotton-Blackburne | DNF    | Jock Porter, New Gerrard-Blackburne      |         |
| 1924 | Lightweight TT       | Cotton | Cotton-Blackburne | 9e     | Edwin Twemlow, New Imperial              |         |
| 1925 | Junior TT            | Cotton | Cotton-Blackburne | DNF    | Wal Handley, Rex-ACME                    |         |
| 1925 | Ultra-Lightweight TT | Cotton | Cotton-Blackburne | 2e     | Wal Handley, Rex-ACME                    |         |
| 1925 | Lightweight TT       | Cotton | Cotton-Blackburne | 2e     | Edwin Twemlow, New Imperial              |         |
| 1926 | Junior TT            | Cotton | Cotton-Blackburne | DNF    | Alec Bennett, Velocette KSS Mk I         |         |
| 1926 | Lightweight TT       | Cotton | Cotton-Blackburne | 1e     | Paddy Johnston, Cotton-Blackburne        |         |
| 1927 | Junior TT            | Cotton | Cotton-JAP        | 5e     | Freddie Dixon, HRD-JAP                   |         |
| 1927 | Lightweight TT       | Cotton | Cotton-JAP        | DNF    | Wal Handley, Rex-ACME-Blackburne         |         |
| 1928 | Junior TT            | Cotton | Cotton-JAP        | DNF    | Alec Bennett, Velocette KSS Mk I         |         |
| 1928 | Lightweight TT       | Cotton | Cotton-JAP        | DNF    | Frank Longman, OK Supreme                |         |
| 1928 | Senior TT            | Cotton | Cotton-JAP        | DNF    | Charlie Dodson, Sunbeam                  |         |
| 1929 | Junior TT            | Cotton | Cotton-JAP        | DNF    | Freddie Hicks, Velocette KTT Mk I        |         |
| 1929 | Lightweight TT       | Cotton | Cotton-JAP        | 5e     | Syd Crabtree, Excelsior                  |         |
| 1929 | Senior TT            | Cotton | Cotton-JAP        | 8e     | Charlie Dodson, Sunbeam                  |         |
| 1930 | Junior TT            | Cotton | Cotton-JAP        | 17e    | Henry Tyrell-Smith, Rudge                |         |
| 1930 | Lightweight TT       | Privé  | OK Supreme        | 2e     | Jimmie Guthrie, AJS                      |         |
| 1930 | Senior TT            | Cotton | Cotton-JAP        | DNF    | Wal Handley, Rudge                       |         |
| 1931 | Junior TT            | Cotton | Cotton-JAP        | DNF    | Tim Hunt, Norton CJ1                     |         |
| 1931 | Lightweight TT       | Privé  | Moto Guzzi TT 250 | 8e     | Graham Walker, Rudge                     |         |
| 1931 | Senior TT            | Cotton | Cotton-JAP        | DNF    | Tim Hunt, Norton CS1                     |         |
| 1932 | Lightweight TT       | Cotton | Cotton-JAP        | DNF    | Leo Davenport, New Imperial              |         |
| 1932 | Senior TT            | Cotton | Cotton-JAP        | DNF    | Stanley Woods, Norton CS1                |         |
| 1933 | Lightweight TT       | Cotton | Cotton-JAP        | DNF    | Syd Gleave, Excelsior                    |         |
| 1934 | Lightweight TT       | Cotton | Cotton-JAP        | DNF    | Jimmie Simpson, Rudge                    |         |
| 1935 | Lightweight TT       | Cotton | Cotton-JAP        | DNF    | Stanley Woods, Moto Guzzi Monoalbero 250 |         |
| 1936 | Lightweight TT       | Cotton | Cotton-JAP        | DNF    | Bob Foster, New Imperial                 |         |
| 1947 | Junior TT            | Privé  | Norton 40M        | 22e    | Bob Foster, Velocette KTT Mk VIII        |         |
| 1947 | Lightweight TT       | CTS    | CTS               | 8e     | Manliff Barrington, Moto Guzzi Albatros  |         |
| 1951 | Ultra-Lightweight TT | Sun    | Sun-Villiers      | 16e    | Cromie McCandless, Mondial 125 Bialbero  |         |